# Гамалуст
Гамалуст (гамалост, гаммелост, норв. gamalost, gammelost — «старый сыр») — традиционный норвежский острый полутвёрдый сыр с плесенью. Гамалуст издавна производится в Норвегии и, как и многие традиционные блюда норвежской кухни, в том числе лепёшка, сушёная солонина и сушёная рыба, может долго храниться без холодильника.

## Особенности
Считается, что название гамалуста «старый сыр» относится к его многовековой истории, а не к сроку созревания. Традиция приготовления гамалуста восходит ко временам викингов. По другой версии, название возникло благодаря возможности гамалуста храниться дольше других сыров.
Первое достоверно известное описание гамалуста датируется 1774 годом, хотя имеются и более ранние упоминания подобного сыра. Рецепт и технология выработки гамалуста описаны в известных поваренных книгах Ханны Винснес и других авторов.
Гамалуст производится из снятого молока, сквашенного молочнокислой бактерией без использования сычужного фермента и соли. Вкус сыру придаёт плесневый гриб Mucor mucedo var. racemosus, относящийся к роду Mucor. В современном промышленном производстве творог долго прогревают в сыворотке, чтобы уничтожить все бактерии, прежде чем сыр будет заселён плесенью. В традиционных крестьянских хозяйствах сыр созревал с участием не только плесени, но и бактерий, в результате вкус сыра был богаче и обладал индивидуальностью.
Гамалуст считается частью норвежской культуры. Норвежская писательница Хульда Гарборг ценила его выше рокфора и рекомендовала его всем ценителям сыра. Она так охарактеризовала гамалуст:

У него нрав хорошего вина, он капризен, словно слишком красивая девица; он наделён скрытой мощью как никакой другой из норвежских сыров.
Оригинальный текст (англ.)It has	the	temper of a fine wine, is capricious like a	far	too	pretty maiden; it possesses secretive powers like no other Norwegian cheese.

## Вкус и текстура
Зрелый гамалуст — твёрдый, влажный, довольно грубый и нередко зернистый сыр золотистого или коричневато-жёлтого цвета, более светлый к середине. Корки нет. Запах пикантный и аппетитный. Выпускается цилиндрическими головами весом 1,6—1,7 кг, есть и маленькие головки весом 380 граммов. При разрезании может крошиться. Сыр богат белком (50 %) и практически не содержит жира (до 1 %, чаще 0—0,5 %). Благодаря уникальному составу, его по праву считают диетическим продуктом. В продаже имеется и мягкий плавленый гамалуст.
В наши дни гамалуст относят к деликатесным сырам. Гамалуст рекомендуют подавать нарезанным на тонкие ломтики, с тёмными сортами хлеба или лепёшками. К сыру предлагают сливочное масло, мёд, брусничный джем. Многие потребители любят смачивать ломти сыра портвейном, кофе или можжевеловой настойкой. Другие употребляют гамалуст в чистом виде, смакуя его специфический гнилостный вкус и запах.

## Производство
Приготовление гамалуста сродни искусству. Его выработка традиционным способом весьма трудоёмка, качество сильно зависит от правильного процесса брожения молока и созревания сыра. В хозяйствах для производства этого сыра всегда имелся отдельный, тщательно хранимый, инвентарь, годами сохранявший на себе споры благородной плесени. Каждое хозяйство производило свой гамалуст, но со временем его вытеснили ставшие популярными сычужные сыры. В конце XIX века производство гамалуста полностью взяли на себя предприятия по переработке молока.
Обезжиренное коровье молоко сквашивается закваской и выстаивается несколько дней. При медленном нагревании от сквашенного молока отделяется творог и прессуется в формах. После извлечения из форм на поверхность сыра заселяются плесневые грибы. Быстро растущая плесень втирается в поверхность сыра вручную каждые несколько дней, таким образом, плесень прорастает внутрь. Сыр высушивается в течение четырёх-пяти недель, современная технология позволяет выдерживать сыр до двух недель. Излишне заплесневелый сыр может иметь неприятный вкус.
Гамалуст практически не реализуется за пределы Норвегии и нигде больше не производится. C 1991 года единственным производителем гамалуста является молокоперерабатывающий завод компании Tine в коммуне Вик. Годовой объём производства составляет около 200 тонн сыра, для его выработки используется около 5 млн. литров молока.